# Mango Gadzi
Mango Gadzi est un groupe grenoblois composé de huit musiciens (dont un danseur) d’horizons différents qui utilisent principalement des instruments acoustiques (guitare flamenca, mandole, violon, flûte, contrebasse, derbouka, oud, saz).
Ils explorent depuis plusieurs années le métissage des genres, faisant de ce groupe un « inclassable » parmi les courants musicaux actuels. Ils ouvrent les portes d’un univers musical propice à l'invention (langue musicale imaginaire...) dans lequel ils déposent leurs créations et les confrontent à celles des autres.
Ce travail collectif sur le métissage, cette fusion des genres, aboutit à une musique swing-rock influencée par des sonorités tzigane, orientale et flamenca.

## Formation
- Sofian Mejri : chant
- Aurélien Lebihan : guitare flamenca, saz,mandole
- Thierry Nicolas : guitare flamenca
- François Perdriau: contrebasse
- Thômas Garnier : flûte
- Philippe Danet : batterie, percussion, derbouka
- Jorge Diaz : danse, oud
- Rabah Hamrene : violon

## Discographie
- 2003 : « Mango Gadzi » (Et la Caravane passe).
- 2003 : Compilation « Les Suds en Rhône-Alpes II » (CMTRA)
- 2003 : Compilation « La cuvée grenobloise 2003 » (Dynamusic)
- 2006 : Compilation « La cuvée grenobloise 2006 » (Dynamusic)
- 2006 : Compilation « D’un monde à l’autre »
- 2006 : Compilation « Pas vu à la télé » (Echoprod)
- 2006 : « Ur Mama » (Tchookar / Productions Spéciales)
- 2008 : « Laï Valima » (ATEA / L'Autre Distribution)

## Liens
- Le site de Mango Gadzi